# Polo aquático no Campeonato Mundial de Esportes Aquáticos de 2019 - Feminino
O torneio masculino de polo aquático no Campeonato Mundial de Esportes Aquáticos de 2019 em Gwangju, na Coreia do Sul. Foi disputado entre 14 de julho e 26 de julho. 

## Medalhistas
| Ouro | Prata | Bronze |
| Estados Unidos · Rachel Fattal · Aria Fischer · Makenzie Fischer · Kaleigh Gilchrist · Stephania Haralabidis · Paige Hauschild · Ashleigh Johnson · Amanda Longan · Madeline Musselman · Kiley Neushul · Melissa Seidemann · Maggie Steffens · Alys Williams | Espanha · Marta Bach · Paula Crespí · Anni Espar · Clara Espar · Laura Ester · Judith Forca · Maica García Godoy · Irene González · Paula Leitón · Beatriz Ortiz · María del Pilar Peña · Elena Sánchez · Roser Tarragó | Austrália · Zoe Arancini · Elle Armit · Isobel Bishop · Hannah Buckling · Keesja Gofers · Bronte Halligan · Bronwen Knox · Lena Mihailović · Gabriella Palm · Amy Ridge · Madeleine Steere · Rowena Webster · Lea Yanitsas |

## Formato da disputa
Os 16 participantes foram divididos em quatro grupos com quatro integrantes de primeira fase. As equipes enfrentam as outras equipes de seu grupo uma única vez, ao final das três rodadas, a primeira colocada de cada grupo se classifica direto para as quartas-de-final. As equipes que ocuparem a segunda e a terceira posições disputarão as oitavas-de-final. A quarta colocada de cada grupo disputará do 13º ao 16º lugar.

## Primeira fase
Todas as partidas seguem o horário local  (UTC+9)

### Grupo A
| Pos. | Seleção        | PT | J | V | E | D | GM | GS | SG  |
| ---- | -------------- | -- | - | - | - | - | -- | -- | --- |
| 1.   | Estados Unidos | 6  | 3 | 3 | 0 | 0 | 60 | 13 | +47 |
| 2.   | Países Baixos  | 4  | 3 | 2 | 0 | 1 | 57 | 18 | +39 |
| 3.   | Nova Zelândia  | 2  | 3 | 1 | 0 | 2 | 26 | 41 | -15 |
| 4.   | África do Sul  | 0  | 3 | 0 | 0 | 3 | 5  | 76 | -71 |

| 14 de julho de 2019 08:30 Jogo 01 | Súmula | África do Sul                               | 0–33 | Países Baixos   | Gwangju Árbitros: Viktor Salnichenko (KAZ), Ni Shi Wei (CHN) |
| 14 de julho de 2019 08:30 Jogo 01 | Súmula | Pontuação por períodos: 0–7, 0–10, 0–9, 0–7 |      |                 | Gwangju Árbitros: Viktor Salnichenko (KAZ), Ni Shi Wei (CHN) |
| 14 de julho de 2019 08:30 Jogo 01 | Súmula |                                             | Gols | Van de Kraats 7 | Gwangju Árbitros: Viktor Salnichenko (KAZ), Ni Shi Wei (CHN) |

| 14 de julho de 2019 09:50 Jogo 02 | Súmula | Nova Zelândia                              | 3–22 | Estados Unidos | Gwangju Árbitros: Jaume Teixidó (ESP), Stanko Ivanovski (MNE) |
| 14 de julho de 2019 09:50 Jogo 02 | Súmula | Pontuação por períodos: 0–8, 1–4, 0–6, 2–4 |      |                | Gwangju Árbitros: Jaume Teixidó (ESP), Stanko Ivanovski (MNE) |
| 14 de julho de 2019 09:50 Jogo 02 | Súmula | Doyle 2                                    | Gols | Haralabidis 5  | Gwangju Árbitros: Jaume Teixidó (ESP), Stanko Ivanovski (MNE) |

| 16 de julho de 2019 19:10 Jogo 15 | Súmula | Estados Unidos                             | 12–9 | Países Baixos | Gwangju Árbitros: Sebastien Dervieux (FRA), Vojin Putniković (SRB) |
| 16 de julho de 2019 19:10 Jogo 15 | Súmula | Pontuação por períodos: 3–2, 1–2, 4–3, 4–2 |      |               | Gwangju Árbitros: Sebastien Dervieux (FRA), Vojin Putniković (SRB) |
| 16 de julho de 2019 19:10 Jogo 15 | Súmula | Gilchrist, Musselman 3                     | Gols | Keuning 2     | Gwangju Árbitros: Sebastien Dervieux (FRA), Vojin Putniković (SRB) |

| 16 de julho de 2019 20:30 Jogo 16 | Súmula | África do Sul                              | 4–17 | Nova Zelândia     | Gwangju Árbitros: Alessandro Severo (ITA), Daniel Flahive (AUS) |
| 16 de julho de 2019 20:30 Jogo 16 | Súmula | Pontuação por períodos: 0–6, 0–2, 2–6, 2–3 |      |                   | Gwangju Árbitros: Alessandro Severo (ITA), Daniel Flahive (AUS) |
| 16 de julho de 2019 20:30 Jogo 16 | Súmula | Hallendorff 2                              | Gols | Doyle, McDowall 4 | Gwangju Árbitros: Alessandro Severo (ITA), Daniel Flahive (AUS) |

| 18 de julho de 2019 16:30 Jogo 21 | Súmula | África do Sul                              | 1–26 | Estados Unidos | Gwangju Árbitros: Alessandro Severo (ITA), An Jin-yong (KOR) |
| 18 de julho de 2019 16:30 Jogo 21 | Súmula | Pontuação por períodos: 0–7, 1–8, 0–6, 0–5 |      |                | Gwangju Árbitros: Alessandro Severo (ITA), An Jin-yong (KOR) |
| 18 de julho de 2019 16:30 Jogo 21 | Súmula | Meecham 1                                  | Gols | Musselman 5    | Gwangju Árbitros: Alessandro Severo (ITA), An Jin-yong (KOR) |

| 18 de julho de 2019 17:50 Jogo 22 | Súmula | Nova Zelândia                              | 6–15 | Países Baixos | Gwangju Árbitros: Jaume Teixidó (ESP), Viktor Salnichenko (KAZ) |
| 18 de julho de 2019 17:50 Jogo 22 | Súmula | Pontuação por períodos: 0–2, 3–4, 1–4, 2–5 |      |               | Gwangju Árbitros: Jaume Teixidó (ESP), Viktor Salnichenko (KAZ) |
| 18 de julho de 2019 17:50 Jogo 22 | Súmula | McDowall 3                                 | Gols | Megens 5      | Gwangju Árbitros: Jaume Teixidó (ESP), Viktor Salnichenko (KAZ) |

### Grupo B
| Pos. | Seleção       | PT | J | V | E | D | GM | GS  | SG   |
| ---- | ------------- | -- | - | - | - | - | -- | --- | ---- |
| 1.   | Rússia        | 6  | 3 | 3 | 0 | 0 | 65 | 23  | +42  |
| 2.   | Hungria       | 4  | 3 | 2 | 0 | 1 | 91 | 31  | +60  |
| 3.   | Canadá        | 2  | 3 | 1 | 0 | 2 | 46 | 35  | +11  |
| 4.   | Coreia do Sul | 0  | 3 | 0 | 0 | 3 | 3  | 116 | -113 |

| 14 de julho de 2019 11:10 Jogo 03 | Súmula | Canadá                                     | 10–18 | Rússia       | Gwangju Árbitros: lessandro Severo (ITA), Nenad Periš (CRO) |
| 14 de julho de 2019 11:10 Jogo 03 | Súmula | Pontuação por períodos: 1–2, 2–5, 4–5, 3–6 |       |              | Gwangju Árbitros: lessandro Severo (ITA), Nenad Periš (CRO) |
| 14 de julho de 2019 11:10 Jogo 03 | Súmula | Christmas 3                                | Gols  | Prokofyeva 3 | Gwangju Árbitros: lessandro Severo (ITA), Nenad Periš (CRO) |

| 14 de julho de 2019 12:30 Jogo 04 | Súmula | Hungria                                        | 64–0 | Coreia do Sul | Gwangju Árbitros: Jeremy Cheng (SGP), John Waldow (NZL) |
| 14 de julho de 2019 12:30 Jogo 04 | Súmula | Pontuação por períodos: 16–0, 18–0, 16–0, 14–0 |      |               | Gwangju Árbitros: Jeremy Cheng (SGP), John Waldow (NZL) |
| 14 de julho de 2019 12:30 Jogo 04 | Súmula | Parkes 11                                      | Gols |               | Gwangju Árbitros: Jeremy Cheng (SGP), John Waldow (NZL) |

| 16 de julho de 2019 08:30 Jogo 09 | Súmula | Coreia do Sul                              | 1–30 | Rússia          | Gwangju Árbitros: Jaume Teixidó (ESP), Dion Willis (RSA) |
| 16 de julho de 2019 08:30 Jogo 09 | Súmula | Pontuação por períodos: 0–7, 0–9, 0–8, 1–6 |      |                 | Gwangju Árbitros: Jaume Teixidó (ESP), Dion Willis (RSA) |
| 16 de julho de 2019 08:30 Jogo 09 | Súmula | Kyung 1                                    | Gols | Dez jogadoras 3 | Gwangju Árbitros: Jaume Teixidó (ESP), Dion Willis (RSA) |

| 16 de julho de 2019 09:50 Jogo 10 | Súmula | Canadá                                     | 14–15 | Hungria      | Gwangju Árbitros: Nenad Periš (CRO), Georgios Stavridis (GRE) |
| 16 de julho de 2019 09:50 Jogo 10 | Súmula | Pontuação por períodos: 2–3, 4–5, 3–5, 5–2 |       |              | Gwangju Árbitros: Nenad Periš (CRO), Georgios Stavridis (GRE) |
| 16 de julho de 2019 09:50 Jogo 10 | Súmula | Fournier, E. Wright 3                      | Gols  | Keszthelyi 7 | Gwangju Árbitros: Nenad Periš (CRO), Georgios Stavridis (GRE) |

| 18 de julho de 2019 19:10 Jogo 23 | Súmula | Canadá                                     | 22–2 | Coreia do Sul   | Gwangju Árbitros: Michiel Zwart (NED), Michael Goldenberg (USA) |
| 18 de julho de 2019 19:10 Jogo 23 | Súmula | Pontuação por períodos: 5–0, 6–0, 6–0, 5–2 |      |                 | Gwangju Árbitros: Michiel Zwart (NED), Michael Goldenberg (USA) |
| 18 de julho de 2019 19:10 Jogo 23 | Súmula | Christmas, E. Wright 3                     | Gols | Kyung, Lee J. 1 | Gwangju Árbitros: Michiel Zwart (NED), Michael Goldenberg (USA) |

| 18 de julho de 2019 20:30 Jogo 24 | Súmula | Hungria                                    | 12–17 | Rússia     | Gwangju Árbitros: Vojin Putniković (SRB), Georgios Stavridis (GRE) |
| 18 de julho de 2019 20:30 Jogo 24 | Súmula | Pontuação por períodos: 4–6, 3–5, 1–2, 4–4 |       |            | Gwangju Árbitros: Vojin Putniković (SRB), Georgios Stavridis (GRE) |
| 18 de julho de 2019 20:30 Jogo 24 | Súmula | Vályi 4                                    | Gols  | Bersneva 4 | Gwangju Árbitros: Vojin Putniković (SRB), Georgios Stavridis (GRE) |

### Grupo C
| Pos. | Seleção     | PT | J | V | E | D | GM | GS | SG  |
| ---- | ----------- | -- | - | - | - | - | -- | -- | --- |
| 1.   | Espanha     | 6  | 3 | 3 | 0 | 0 | 51 | 16 | +35 |
| 2.   | Grécia      | 4  | 3 | 2 | 0 | 1 | 37 | 25 | +12 |
| 3.   | Cazaquistão | 2  | 3 | 1 | 0 | 2 | 22 | 37 | -15 |
| 4.   | Cuba        | 0  | 3 | 0 | 0 | 3 | 16 | 48 | -32 |

| 14 de julho de 2019 16:30 Jogo 05 | Súmula | Cuba                                       | 6–9  | Cazaquistão   | Gwangju Árbitros: Adrian Alexandrescu (ROU), Dion Willis (RSA) |
| 14 de julho de 2019 16:30 Jogo 05 | Súmula | Pontuação por períodos: 0–1, 3–1, 2–4, 1–3 |      |               | Gwangju Árbitros: Adrian Alexandrescu (ROU), Dion Willis (RSA) |
| 14 de julho de 2019 16:30 Jogo 05 | Súmula | Chávez 2                                   | Gols | Myrzabekova 3 | Gwangju Árbitros: Adrian Alexandrescu (ROU), Dion Willis (RSA) |

| 14 de julho de 2019 17:50 Jogo 06 | Súmula | Grécia                                     | 4–14 | Espanha   | Gwangju Árbitros: Boris Margeta (SLO), Michiel Zwart (NED) |
| 14 de julho de 2019 17:50 Jogo 06 | Súmula | Pontuação por períodos: 1–6, 2–2, 0–3, 1–3 |      |           | Gwangju Árbitros: Boris Margeta (SLO), Michiel Zwart (NED) |
| 14 de julho de 2019 17:50 Jogo 06 | Súmula | Quatro jogadoras 1                         | Gols | Tarragó 6 | Gwangju Árbitros: Boris Margeta (SLO), Michiel Zwart (NED) |

| 16 de julho de 2019 11:10 Jogo 11 | Súmula | Espanha                                    | 18–6 | Cazaquistão          | Gwangju Árbitros: Germán Moller (ARG), Michiel Zwart (NED) |
| 16 de julho de 2019 11:10 Jogo 11 | Súmula | Pontuação por períodos: 3–1, 7–3, 3–1, 5–1 |      |                      | Gwangju Árbitros: Germán Moller (ARG), Michiel Zwart (NED) |
| 16 de julho de 2019 11:10 Jogo 11 | Súmula | Três jogadoras 3                           | Gols | Mirshina, Yeremina 2 | Gwangju Árbitros: Germán Moller (ARG), Michiel Zwart (NED) |

| 16 de julho de 2019 12:30 Jogo 12 | Súmula | Cuba                                       | 4–20 | Grécia      | Gwangju Árbitros: Adrian Alexandrescu (ROU), Ni Shi Wei (CHN) |
| 16 de julho de 2019 12:30 Jogo 12 | Súmula | Pontuação por períodos: 0–5, 3–6, 0–5, 1–4 |      |             | Gwangju Árbitros: Adrian Alexandrescu (ROU), Ni Shi Wei (CHN) |
| 16 de julho de 2019 12:30 Jogo 12 | Súmula | Carrasco 2                                 | Gols | Avramidou 6 | Gwangju Árbitros: Adrian Alexandrescu (ROU), Ni Shi Wei (CHN) |

| 18 de julho de 2019 08:30 Jogo 17 | Súmula | Cuba                                       | 6–19 | Espanha         | Gwangju Árbitros: Germán Moller (ARG), Jeremy Cheng (SGP) |
| 18 de julho de 2019 08:30 Jogo 17 | Súmula | Pontuação por períodos: 0–7, 1–6, 4–3, 1–3 |      |                 | Gwangju Árbitros: Germán Moller (ARG), Jeremy Cheng (SGP) |
| 18 de julho de 2019 08:30 Jogo 17 | Súmula | Bernal 3                                   | Gols | García, Ortiz 4 | Gwangju Árbitros: Germán Moller (ARG), Jeremy Cheng (SGP) |

| 18 de julho de 2019 09:50 Jogo 18 | Súmula | Grécia                                     | 13–7 | Cazaquistão | Gwangju Árbitros: Sebastien Dervieux (FRA), Adrian Alexandrescu (ROU) |
| 18 de julho de 2019 09:50 Jogo 18 | Súmula | Pontuação por períodos: 4–1, 4–1, 1–3, 4–2 |      |             | Gwangju Árbitros: Sebastien Dervieux (FRA), Adrian Alexandrescu (ROU) |
| 18 de julho de 2019 09:50 Jogo 18 | Súmula | Xenaki 3                                   | Gols | Zakirova 3  | Gwangju Árbitros: Sebastien Dervieux (FRA), Adrian Alexandrescu (ROU) |

### Grupo D
| Pos. | Seleção   | PT | J | V | E | D | GM | GS | SG  |
| ---- | --------- | -- | - | - | - | - | -- | -- | --- |
| 1.   | Itália    | 6  | 3 | 3 | 0 | 0 | 33 | 22 | +11 |
| 2.   | Austrália | 4  | 3 | 2 | 0 | 1 | 32 | 29 | +3  |
| 3.   | China     | 2  | 3 | 1 | 0 | 2 | 26 | 34 | -8  |
| 4.   | Japão     | 0  | 3 | 0 | 0 | 3 | 20 | 26 | -6  |

| 14 de julho de 2019 19:10 Jogo 07 | Súmula | Japão                                      | 6–8  | China           | Gwangju Árbitros: Gabriella Várkonyi (HUN), Michael Goldenberg (USA) |
| 14 de julho de 2019 19:10 Jogo 07 | Súmula | Pontuação por períodos: 2–1, 1–1, 2–4, 1–2 |      |                 | Gwangju Árbitros: Gabriella Várkonyi (HUN), Michael Goldenberg (USA) |
| 14 de julho de 2019 19:10 Jogo 07 | Súmula | Arima 3                                    | Gols | Chen, Wang X. 2 | Gwangju Árbitros: Gabriella Várkonyi (HUN), Michael Goldenberg (USA) |

| 14 de julho de 2019 20:30 Jogo 08 | Súmula | Itália                                     | 10–9 | Austrália | Gwangju Árbitros: Sebastien Dervieux (FRA), Germán Moller (ARG) |
| 14 de julho de 2019 20:30 Jogo 08 | Súmula | Pontuação por períodos: 3–0, 3–2, 3–3, 1–4 |      |           | Gwangju Árbitros: Sebastien Dervieux (FRA), Germán Moller (ARG) |
| 14 de julho de 2019 20:30 Jogo 08 | Súmula | Garibotti 3                                | Gols | Webster 4 | Gwangju Árbitros: Sebastien Dervieux (FRA), Germán Moller (ARG) |

| 16 de julho de 2019 16:30 Jogo 13 | Súmula | Austrália                                  | 14–12 | China  | Gwangju Árbitros: Viktor Salnichenko (KAZ), Michael Goldenberg (USA) |
| 16 de julho de 2019 16:30 Jogo 13 | Súmula | Pontuação por períodos: 4–4, 5–3, 3–3, 2–2 |       |        | Gwangju Árbitros: Viktor Salnichenko (KAZ), Michael Goldenberg (USA) |
| 16 de julho de 2019 16:30 Jogo 13 | Súmula | Gofers, Webster 3                          | Gols  | Zhao 4 | Gwangju Árbitros: Viktor Salnichenko (KAZ), Michael Goldenberg (USA) |

| 16 de julho de 2019 17:50 Jogo 14 | Súmula | Japão                                      | 7–9  | Itália     | Gwangju Árbitros: Gabriella Várkonyi (HUN), Arkadiy Voevodin (RUS) |
| 16 de julho de 2019 17:50 Jogo 14 | Súmula | Pontuação por períodos: 2–3, 2–3, 1–1, 2–2 |      |            | Gwangju Árbitros: Gabriella Várkonyi (HUN), Arkadiy Voevodin (RUS) |
| 16 de julho de 2019 17:50 Jogo 14 | Súmula | Arima 3                                    | Gols | Bianconi 5 | Gwangju Árbitros: Gabriella Várkonyi (HUN), Arkadiy Voevodin (RUS) |

| 18 de julho de 2019 11:10 Jogo 19 | Súmula | Japão                                      | 7–9  | Austrália  | Gwangju Árbitros: Gabriella Várkonyi (HUN), Stanko Ivanovski (MNE) |
| 18 de julho de 2019 11:10 Jogo 19 | Súmula | Pontuação por períodos: 2–3, 2–1, 1–2, 2–3 |      |            | Gwangju Árbitros: Gabriella Várkonyi (HUN), Stanko Ivanovski (MNE) |
| 18 de julho de 2019 11:10 Jogo 19 | Súmula | Três jogadoras 2                           | Gols | Buckling 3 | Gwangju Árbitros: Gabriella Várkonyi (HUN), Stanko Ivanovski (MNE) |

| 18 de julho de 2019 12:30 Jogo 20 | Súmula | Itália                                     | 14–6 | China   | Gwangju Árbitros: Marie-Claude Deslieres (CAN), Nenad Periš (CRO) |
| 18 de julho de 2019 12:30 Jogo 20 | Súmula | Pontuação por períodos: 5–1, 3–1, 4–2, 2–2 |      |         | Gwangju Árbitros: Marie-Claude Deslieres (CAN), Nenad Periš (CRO) |
| 18 de julho de 2019 12:30 Jogo 20 | Súmula | Garibotti, Tabani 3                        | Gols | Xiong 2 | Gwangju Árbitros: Marie-Claude Deslieres (CAN), Nenad Periš (CRO) |

## Segunda fase
|  | Play-off       | Play-off    |             |             | Quartas-de-final | Quartas-de-final |             |                     | Semifinal           | Semifinal |  |  | Final | Final |
|  |                |             |             |             |                  |                  |             |                     |                     |           |  |  |       |       |
|  |                |             |             |             | 22 de julho      |                  |             |                     |                     |           |  |  |       |       |
|  | 20 de julho    |             |             |             |                  |                  |             |                     |                     |           |  |  |       |       |
|  | Estados Unidos | 15          |             |             |                  |                  |             |                     |                     |           |  |  |       |       |
|  | Estados Unidos | 15          | Grécia      | 12          | 24 de julho      | 24 de julho      |             |                     |                     |           |  |  |       |       |
|  |                | Grécia      | Grécia      | 12          | 24 de julho      | 24 de julho      | 5           |                     |                     |           |  |  |       |       |
|  | China          | Grécia      | 8           |             | Estados Unidos   | 7                | 5           |                     |                     |           |  |  |       |       |
|  | China          | 22 de julho | 8           |             | Estados Unidos   | 7                |             |                     |                     |           |  |  |       |       |
|  | 20 de julho    | 20 de julho |             | Austrália   | 2                |                  |             |                     |                     |           |  |  |       |       |
|  | 20 de julho    | 20 de julho | Rússia      | Austrália   | 2                | 7                |             |                     |                     |           |  |  |       |       |
|  | Cazaquistão    | 3           | Rússia      |             |                  | 7                | 26 de julho | 26 de julho         |                     |           |  |  |       |       |
|  | Cazaquistão    | 3           |             | Austrália   | 9                |                  | 26 de julho | 26 de julho         |                     |           |  |  |       |       |
|  | Austrália      | 13          |             | Austrália   | 9                | Estados Unidos   | 11          |                     |                     |           |  |  |       |       |
|  | Austrália      | 13          | 22 de julho |             |                  | Estados Unidos   | 11          |                     |                     |           |  |  |       |       |
|  | 20 de julho    | 20 de julho |             | Espanha     | 6                |                  |             |                     |                     |           |  |  |       |       |
|  | 20 de julho    | 20 de julho | Espanha     | Espanha     | 6                | 12               |             |                     |                     |           |  |  |       |       |
|  | Países Baixos  | 5           | Espanha     | 24 de julho | 24 de julho      | 12               |             |                     |                     |           |  |  |       |       |
|  | Países Baixos  | 5           |             | 24 de julho | 24 de julho      | Países Baixos    | 8           |                     |                     |           |  |  |       |       |
|  | Canadá         | 4           |             | Espanha     | 16               | Países Baixos    | 8           | Disputa do 3º lugar | Disputa do 3º lugar |           |  |  |       |       |
|  | Canadá         | 4           | 22 de julho | Espanha     | 16               |                  |             | Disputa do 3º lugar | Disputa do 3º lugar |           |  |  |       |       |
|  | 20 de julho    | 20 de julho |             | Hungria     | 10               |                  | 26 de julho | 26 de julho         |                     |           |  |  |       |       |
|  | 20 de julho    | 20 de julho | Itália      | Hungria     | 10               | 6                | 26 de julho | 26 de julho         |                     |           |  |  |       |       |
|  | Nova Zelândia  | 6           | Itália      |             |                  | 6                | Austrália   | 10                  |                     |           |  |  |       |       |
|  | Nova Zelândia  | 6           |             | Hungria     | 7                |                  | Austrália   | 10                  |                     |           |  |  |       |       |
|  | Hungria        | 17          |             | Hungria     | 7                | Hungria          | 9           |                     |                     |           |  |  |       |       |
|  | Hungria        | 17          |             |             |                  | Hungria          | 9           |                     |                     |           |  |  |       |       |

5º lugar
|  | Semifinais    | Semifinais  |   |             | 5º lugar      | 5º lugar |  |
|  |               |             |   |             |               |          |  |
|  | 24 de julho   |             |   |             |               |          |  |
|  | Grécia        | 4           |   |             |               |          |  |
|  | Rússia        | 13          |   |             |               |          |  |
|  |               |             |   |             |               |          |  |
|  |               |             |   |             | 26 de julho   |          |  |
|  |               |             |   |             | Rússia        | 10       |  |
|  |               | Itália      | 9 |             |               |          |  |
|  |               |             |   |             |               |          |  |
|  |               |             |   |             |               |          |  |
|  |               |             |   |             | 7º lugar      |          |  |
|  | 24 de julho   | 24 de julho |   | 26 de julho | 26 de julho   |          |  |
|  | Países Baixos | 5           |   | Grécia      | 9             |          |  |
|  | Itália        | 10          |   |             | Países Baixos | 11       |  |

9º lugar
|  | Semifinais            | Semifinais  |   |             | 9º lugar      | 9º lugar |  |
|  |                       |             |   |             |               |          |  |
|  | 22 de julho           |             |   |             |               |          |  |
|  | Canadá (Pênalti)      | 17          |   |             |               |          |  |
|  | China                 | 16          |   |             |               |          |  |
|  |                       |             |   |             |               |          |  |
|  |                       |             |   |             | 24 de julho   |          |  |
|  |                       |             |   |             | Canadá        | 24       |  |
|  |                       | Cazaquistão | 7 |             |               |          |  |
|  |                       |             |   |             |               |          |  |
|  |                       |             |   |             |               |          |  |
|  |                       |             |   |             | 11º lugar     |          |  |
|  | 22 de julho           | 22 de julho |   | 24 de julho | 24 de julho   |          |  |
|  | Nova Zelândia         | 12          |   | China       | 14            |          |  |
|  | Cazaquistão (Pênalti) | 14          |   |             | Nova Zelândia | 12       |  |

13º lugar
|  | Semifinais    | Semifinais  |    |               | 13º lugar     | 13º lugar |  |
|  |               |             |    |               |               |           |  |
|  | 20 de julho   |             |    |               |               |           |  |
|  | África do Sul | 26          |    |               |               |           |  |
|  | Coreia do Sul | 3           |    |               |               |           |  |
|  |               |             |    |               |               |           |  |
|  |               |             |    |               | 22 de julho   |           |  |
|  |               |             |    |               | África do Sul | 2         |  |
|  |               | Japão       | 21 |               |               |           |  |
|  |               |             |    |               |               |           |  |
|  |               |             |    |               |               |           |  |
|  |               |             |    |               | 15º lugar     |           |  |
|  | 20 de julho   | 20 de julho |    | 22 de julho   | 22 de julho   |           |  |
|  | Cuba          | 9           |    | Coreia do Sul | 0             |           |  |
|  | Japão         | 21          |    |               | Cuba          | 30        |  |

### Oitavas de final
| 20 de julho de 2019 14:00 Jogo 27 | Súmula | Países Baixos                              | 5–4  | Canadá      | Gwangju Árbitros: Frank Ohme (GER), Stanko Ivanovski (MNE) |
| 20 de julho de 2019 14:00 Jogo 27 | Súmula | Pontuação por períodos: 0–0, 4–2, 0–1, 1–1 |      |             | Gwangju Árbitros: Frank Ohme (GER), Stanko Ivanovski (MNE) |
| 20 de julho de 2019 14:00 Jogo 27 | Súmula | Megens 2                                   | Gols | E. Wright 2 | Gwangju Árbitros: Frank Ohme (GER), Stanko Ivanovski (MNE) |

| 20 de julho de 2019 15:30 Jogo 28 | Súmula | Nova Zelândia                              | 6–17 | Hungria      | Gwangju Árbitros: Natacha Florestano (BRA), Juan Menéndez (CUB) |
| 20 de julho de 2019 15:30 Jogo 28 | Súmula | Pontuação por períodos: 2–4, 1–4, 1–4, 2–5 |      |              | Gwangju Árbitros: Natacha Florestano (BRA), Juan Menéndez (CUB) |
| 20 de julho de 2019 15:30 Jogo 28 | Súmula | Houghton, McDowall 2                       | Gols | Keszthelyi 4 | Gwangju Árbitros: Natacha Florestano (BRA), Juan Menéndez (CUB) |

| 20 de julho de 2019 17:00 Jogo 29 | Súmula | Grécia                                     | 12–8 | China  | Gwangju Árbitros: Nenad Periš (CRO), Dion Willis (RSA) |
| 20 de julho de 2019 17:00 Jogo 29 | Súmula | Pontuação por períodos: 4–1, 2–2, 4–4, 2–1 |      |        | Gwangju Árbitros: Nenad Periš (CRO), Dion Willis (RSA) |
| 20 de julho de 2019 17:00 Jogo 29 | Súmula | Plevritou 3                                | Gols | Zhao 4 | Gwangju Árbitros: Nenad Periš (CRO), Dion Willis (RSA) |

| 20 de julho de 2019 18:30 Jogo 30 | Súmula | Cazaquistão                                | 3–13 | Austrália  | Gwangju Árbitros: Vojin Putniković (SRB), Marie-Claude Deslieres (CAN) |
| 20 de julho de 2019 18:30 Jogo 30 | Súmula | Pontuação por períodos: 0–4, 1–2, 2–3, 0–4 |      |            | Gwangju Árbitros: Vojin Putniković (SRB), Marie-Claude Deslieres (CAN) |
| 20 de julho de 2019 18:30 Jogo 30 | Súmula | Myrzabekova 2                              | Gols | Halligan 4 | Gwangju Árbitros: Vojin Putniković (SRB), Marie-Claude Deslieres (CAN) |

### Quartas de final
| 22 de julho de 2019 14:00 Jogo 35 | Súmula | Estados Unidos                             | 15–5 | Grécia                  | Gwangju Árbitros: Gabriella Várkonyi (HUN), Jaume Teixidó (ESP) |
| 22 de julho de 2019 14:00 Jogo 35 | Súmula | Pontuação por períodos: 4–0, 4–2, 2–2, 5–1 |      |                         | Gwangju Árbitros: Gabriella Várkonyi (HUN), Jaume Teixidó (ESP) |
| 22 de julho de 2019 14:00 Jogo 35 | Súmula | Musselman 4                                | Gols | Eleftheriadou, Xenaki 2 | Gwangju Árbitros: Gabriella Várkonyi (HUN), Jaume Teixidó (ESP) |

| 22 de julho de 2019 15:30 Jogo 36 | Súmula | Rússia                                     | 7–9  | Austrália | Gwangju Árbitros: Alessandro Severo (ITA), Adrian Alexandrescu (ROU) |
| 22 de julho de 2019 15:30 Jogo 36 | Súmula | Pontuação por períodos: 1–2, 0–2, 3–2, 3–3 |      |           | Gwangju Árbitros: Alessandro Severo (ITA), Adrian Alexandrescu (ROU) |
| 22 de julho de 2019 15:30 Jogo 36 | Súmula | Karimova 2                                 | Gols | Webster 3 | Gwangju Árbitros: Alessandro Severo (ITA), Adrian Alexandrescu (ROU) |

| 22 de julho de 2019 17:00 Jogo 37 | Súmula | Espanha                                    | 12–8 | Países Baixos   | Gwangju Árbitros: Marie-Claude Deslieres (CAN), Nenad Peris (CRO) |
| 22 de julho de 2019 17:00 Jogo 37 | Súmula | Pontuação por períodos: 6–1, 2–3, 2–1, 2–3 |      |                 | Gwangju Árbitros: Marie-Claude Deslieres (CAN), Nenad Peris (CRO) |
| 22 de julho de 2019 17:00 Jogo 37 | Súmula | A. Espar, García 4                         | Gols | van der Sloot 3 | Gwangju Árbitros: Marie-Claude Deslieres (CAN), Nenad Peris (CRO) |

| 22 de julho de 2019 18:30 Jogo 38 | Súmula | Itália                                     | 6–7  | Hungria               | Gwangju Árbitros: Boris Margeta (SLO), Vojin Putniković (SRB) |
| 22 de julho de 2019 18:30 Jogo 38 | Súmula | Pontuação por períodos: 2–4, 2–1, 1–1, 1–1 |      |                       | Gwangju Árbitros: Boris Margeta (SLO), Vojin Putniković (SRB) |
| 22 de julho de 2019 18:30 Jogo 38 | Súmula | Seis jogadoras 1                           | Gols | Gurisatti, Leimeter 2 | Gwangju Árbitros: Boris Margeta (SLO), Vojin Putniković (SRB) |

### Disputa do 13º ao 16º lugares
| 20 de julho de 2019 10:30 Jogo 25 | Súmula | África do Sul                              | 26–3 | Coreia do Sul    | Gwangju Árbitros: Arkadiy Voevodin (RUS), Kunihiro Sato (JPN) |
| 20 de julho de 2019 10:30 Jogo 25 | Súmula | Pontuação por períodos: 7–1, 4–0, 7–1, 8–1 |      |                  | Gwangju Árbitros: Arkadiy Voevodin (RUS), Kunihiro Sato (JPN) |
| 20 de julho de 2019 10:30 Jogo 25 | Súmula | Três jogadoras 4                           | Gols | Três jogadoras 1 | Gwangju Árbitros: Arkadiy Voevodin (RUS), Kunihiro Sato (JPN) |

| 20 de julho de 2019 12:00 Jogo 26 | Súmula | Cuba                                       | 9–21 | Japão   | Gwangju Árbitros: Gabriella Várkonyi (HUN), John Waldow (NZL) |
| 20 de julho de 2019 12:00 Jogo 26 | Súmula | Pontuação por períodos: 3–6, 2–6, 2–4, 2–5 |      |         | Gwangju Árbitros: Gabriella Várkonyi (HUN), John Waldow (NZL) |
| 20 de julho de 2019 12:00 Jogo 26 | Súmula | Bernal 3                                   | Gols | Arima 5 | Gwangju Árbitros: Gabriella Várkonyi (HUN), John Waldow (NZL) |

### Disputa do 9º ao 12º lugares
| 22 de julho de 2019 11:00 Jogo 33 | Súmula | Canadá                                              | 17–16 | China   | Gwangju Árbitros: Frank Ohme (GER), Daniel Flahive (AUS) |
| 22 de julho de 2019 11:00 Jogo 33 | Súmula | Pontuação por períodos: 4–4, 3–4, 1–1, 2–1 PEN: 7–6 |       |         | Gwangju Árbitros: Frank Ohme (GER), Daniel Flahive (AUS) |
| 22 de julho de 2019 11:00 Jogo 33 | Súmula | Christmas 3                                         | Gols  | Zhang 4 | Gwangju Árbitros: Frank Ohme (GER), Daniel Flahive (AUS) |

| 22 de julho de 2019 12:30 Jogo 34 | Súmula | Nova Zelândia                                       | 12–14 | Cazaquistão | Gwangju Árbitros: Dion Willis (RSA), Georgios Stavridis (GRE) |
| 22 de julho de 2019 12:30 Jogo 34 | Súmula | Pontuação por períodos: 3–6, 3–2, 2–0, 2–2 PEN: 2–4 |       |             | Gwangju Árbitros: Dion Willis (RSA), Georgios Stavridis (GRE) |
| 22 de julho de 2019 12:30 Jogo 34 | Súmula | Doyle 4                                             | Gols  | Mirshina 4  | Gwangju Árbitros: Dion Willis (RSA), Georgios Stavridis (GRE) |

### Disputa do 5º ao 8º lugares
| 24 de julho de 2019 14:00 Jogo 41 | Súmula | Grécia                                     | 4–13 | Rússia               | Gwangju Árbitros: Stanko Ivanovski (MNE), Jaume Teixidó (ESP) |
| 24 de julho de 2019 14:00 Jogo 41 | Súmula | Pontuação por períodos: 0–2, 1–2, 2–4, 1–5 |      |                      | Gwangju Árbitros: Stanko Ivanovski (MNE), Jaume Teixidó (ESP) |
| 24 de julho de 2019 14:00 Jogo 41 | Súmula | Plevritou 2                                | Gols | Bersneva, Karimova 3 | Gwangju Árbitros: Stanko Ivanovski (MNE), Jaume Teixidó (ESP) |

| 24 de julho de 2019 15:30 Jogo 42 | Súmula | Países Baixos                              | 5–10 | Itália   | Gwangju Árbitros: Frank Ohme (GER), Marie-Claude Deslieres (CAN) |
| 24 de julho de 2019 15:30 Jogo 42 | Súmula | Pontuação por períodos: 1–3, 2–3, 1–2, 1–2 |      |          | Gwangju Árbitros: Frank Ohme (GER), Marie-Claude Deslieres (CAN) |
| 24 de julho de 2019 15:30 Jogo 42 | Súmula | Megens 3                                   | Gols | Avegno 4 | Gwangju Árbitros: Frank Ohme (GER), Marie-Claude Deslieres (CAN) |

### Semifinal
| 24 de julho de 2019 17:00 Jogo 43 | Súmula | Estados Unidos                             | 7–2  | Austrália           | Gwangju Árbitros: Nenad Peris (CRO), Adrian Alexandrescu (ROU) |
| 24 de julho de 2019 17:00 Jogo 43 | Súmula | Pontuação por períodos: 3–0, 2–0, 1–1, 1–1 |      |                     | Gwangju Árbitros: Nenad Peris (CRO), Adrian Alexandrescu (ROU) |
| 24 de julho de 2019 17:00 Jogo 43 | Súmula | Três jogadoras 2                           | Gols | Halligan, Webster 1 | Gwangju Árbitros: Nenad Peris (CRO), Adrian Alexandrescu (ROU) |

| 24 de julho de 2019 18:30 Jogo 44 | Súmula | Espanha                                    | 16–10 | Hungria    | Gwangju Árbitros: Georgios Stavridis (GRE), Boris Margeta (SLO) |
| 24 de julho de 2019 18:30 Jogo 44 | Súmula | Pontuação por períodos: 5–3, 5–5, 4–1, 2–1 |       |            | Gwangju Árbitros: Georgios Stavridis (GRE), Boris Margeta (SLO) |
| 24 de julho de 2019 18:30 Jogo 44 | Súmula | Tarragó, Forca 4                           | Gols  | Leimeter 4 | Gwangju Árbitros: Georgios Stavridis (GRE), Boris Margeta (SLO) |

### Decisão do 15º lugar
| 22 de julho de 2019 08:00 Jogo 31 | Súmula | Coreia do Sul                              | 0–30 | Cuba               | Gwangju Árbitros: Natacha Florestano (BRA), Viktor Salnichenko (KAZ) |
| 22 de julho de 2019 08:00 Jogo 31 | Súmula | Pontuação por períodos: 0–8, 0–9, 0–6, 0–7 |      |                    | Gwangju Árbitros: Natacha Florestano (BRA), Viktor Salnichenko (KAZ) |
| 22 de julho de 2019 08:00 Jogo 31 | Súmula |                                            | Gols | Quatro jogadoras 5 | Gwangju Árbitros: Natacha Florestano (BRA), Viktor Salnichenko (KAZ) |

### Decisão do 13º lugar
| 22 de julho de 2019 09:30 Jogo 32 | Súmula | África do Sul                              | 2–21 | Japão   | Gwangju Árbitros: John Waldow (NZL), Ni Shi Wei (CHN) |
| 22 de julho de 2019 09:30 Jogo 32 | Súmula | Pontuação por períodos: 0–4, 1–4, 1–6, 0–7 |      |         | Gwangju Árbitros: John Waldow (NZL), Ni Shi Wei (CHN) |
| 22 de julho de 2019 09:30 Jogo 32 | Súmula | Moir, Hallendorff 1                        | Gols | Arima 5 | Gwangju Árbitros: John Waldow (NZL), Ni Shi Wei (CHN) |

### Decisão do 11º lugar
| 24 de julho de 2019 09:30 Jogo 39 | Súmula | China                                      | 14–12 | Nova Zelândia        | Gwangju Árbitros: Natacha Florestano (BRA), Jeremy Cheng (SGP) |
| 24 de julho de 2019 09:30 Jogo 39 | Súmula | Pontuação por períodos: 4–2, 3–2, 4–2, 3–6 |       |                      | Gwangju Árbitros: Natacha Florestano (BRA), Jeremy Cheng (SGP) |
| 24 de julho de 2019 09:30 Jogo 39 | Súmula | Zhang J 3                                  | Gols  | McDowall, Houghton 4 | Gwangju Árbitros: Natacha Florestano (BRA), Jeremy Cheng (SGP) |

### Decisão do 9º lugar
| 24 de julho de 2019 11:00 Jogo 40 | Súmula | Canadá                                     | 24–7 | Cazaquistão      | Gwangju Árbitros: Sebastien Dervieux (FRA), Dion Willis (RSA) |
| 24 de julho de 2019 11:00 Jogo 40 | Súmula | Pontuação por períodos: 7–3, 5–1, 4–1, 8–2 |      |                  | Gwangju Árbitros: Sebastien Dervieux (FRA), Dion Willis (RSA) |
| 24 de julho de 2019 11:00 Jogo 40 | Súmula | Békhazi 5                                  | Gols | Roga, Mirshina 2 | Gwangju Árbitros: Sebastien Dervieux (FRA), Dion Willis (RSA) |

### Decisão do 7º lugar
| 26 de julho de 2019 14:00 Jogo 45 | Súmula | Grécia                                     | 9–11 | Países Baixos     | Gwangju Árbitros: Germán Moller (ARG), Alessandro Severo (ITA) |
| 26 de julho de 2019 14:00 Jogo 45 | Súmula | Pontuação por períodos: 2–1, 1–5, 6–4, 0–1 |      |                   | Gwangju Árbitros: Germán Moller (ARG), Alessandro Severo (ITA) |
| 26 de julho de 2019 14:00 Jogo 45 | Súmula | Kotsia 3                                   | Gols | Megens, Keuning 3 | Gwangju Árbitros: Germán Moller (ARG), Alessandro Severo (ITA) |

### Decisão do 5º lugar
| 26 de julho de 2019 15:30 Jogo 46 | Súmula | Rússia                                     | 10–9 | Itália                | Gwangju Árbitros: Gabriella Várkonyi (HUN), Sebastien Dervieux (FRA) |
| 26 de julho de 2019 15:30 Jogo 46 | Súmula | Pontuação por períodos: 3–3, 1–2, 5–2, 1–2 |      |                       | Gwangju Árbitros: Gabriella Várkonyi (HUN), Sebastien Dervieux (FRA) |
| 26 de julho de 2019 15:30 Jogo 46 | Súmula | Três jogadoras 2                           | Gols | Bianconi, Chiappini 3 | Gwangju Árbitros: Gabriella Várkonyi (HUN), Sebastien Dervieux (FRA) |

### Disputa pelo bronze
| 26 de julho de 2019 17:00 Jogo 47 | Súmula | Austrália                                  | 10–9 | Hungria      | Gwangju Árbitros: Marie-Claude Deslieres (CAN), Jaume Teixidó (ESP) |
| 26 de julho de 2019 17:00 Jogo 47 | Súmula | Pontuação por períodos: 3–3, 4–3, 1–1, 2–2 |      |              | Gwangju Árbitros: Marie-Claude Deslieres (CAN), Jaume Teixidó (ESP) |
| 26 de julho de 2019 17:00 Jogo 47 | Súmula | Arancini 3                                 | Gols | Keszthelyi 3 | Gwangju Árbitros: Marie-Claude Deslieres (CAN), Jaume Teixidó (ESP) |

### Final
| 26 de julho de 2019 18:30 Jogo 48 | Súmula | Estados Unidos                             | 11–6 | Espanha   | Gwangju Árbitros: Michiel Zwart (NED), Nenad Peris (CRO) |
| 26 de julho de 2019 18:30 Jogo 48 | Súmula | Pontuação por períodos: 3–1, 2–2, 4–0, 2–3 |      |           | Gwangju Árbitros: Michiel Zwart (NED), Nenad Peris (CRO) |
| 26 de julho de 2019 18:30 Jogo 48 | Súmula | Neushul 3                                  | Gols | Tarragó 3 | Gwangju Árbitros: Michiel Zwart (NED), Nenad Peris (CRO) |

## Classificação final
|  | Qualificado para o Jogos Olímpicos de 2020 |

| Pos.              | Seleção        |
| ----------------- | -------------- |
| Medalha de ouro   | Estados Unidos |
| Medalha de prata  | Espanha        |
| Medalha de bronze | Austrália      |
| 4                 | Hungria        |
| 5                 | Rússia         |
| 6                 | Itália         |
| 7                 | Países Baixos  |
| 8                 | Grécia         |
| 9                 | Canadá         |
| 10                | Cazaquistão    |
| 11                | China          |
| 12                | Nova Zelândia  |
| 13                | Japão          |
| 14                | África do Sul  |
| 15                | Cuba           |
| 16                | Coreia do Sul  |

| Polo aquático no Campeonato Mundial de Esportes Aquáticos de 2019 - Feminino |
| ---------------------------------------------------------------------------- |
| Estados Unidos Campeão (6° título)                                           |

## Premiações
Os prêmios e a equipe de estrelas foram anunciados em 26 de julho de 2019. 
| Artilheiro - HUN Rita Keszthelyi (24 gols) Melhor goleiro - ESP Laura Ester Melhor jogador (MVP) - ESP Roser Tarragó | Seleção do campeonato - ESP Laura Ester - USA Aria Fischer - USA Stephania Haralabidis - HUN Rita Keszthelyi - NED Maud Megens - RUS Alena Serzhantova - ESP Roser Tarragó |

Legenda
| Recorde mundial       | Recorde mundial (World record)               |                       | Recorde africano                      | Recorde africano (African) |                                           | Q | Classificado por posição (Qualified) |
| Recorde do campeonato | Recorde do campeonato (Championship record)  | Recorde da América    | Recorde da América (Americas)         | q                          | Classificado por melhor tempo (Qualified) |   |                                      |
| Melhor marca do ano   | Melhor marca do ano (World leading)          | Recorde asiático      | Recorde asiático (Asian)              | DNS                        | Não largou (Did not start)                |   |                                      |
| Recorde nacional      | Recorde nacional (National record)           | Recorde europeu       | Recorde europeu (European)            | DNF                        | Não terminou (Did not finish)             |   |                                      |
| Recorde pessoal       | Recorde pessoal do atleta (Personal best)    | Recorde da Oceania    | Recorde da Oceania (Oceania)          | DSQ / DQ                   | Desclassificado (Disqualified)            |   |                                      |
| Recorde da temporada  | Recorde da temporada do atleta (Season best) | Recorde sul-americano | Recorde sul-americano (South America) | NM                         | Sem marca (No mark)                       |   |                                      |